# 163693 Atira
163693 Atira eller 2003 CP20 är en asteroid upptäckt 11 februari 2003 av Lincoln Near-Earth Asteroid Research i Socorro, New Mexico. Asteroiden har fått sitt namn efter jordgudinnan och aftonstjärnan inom pawneemytologin.
Asteroiden var den första bekräftade asteroiden som har hela sin omloppsbana innanför jordens. Den korsar Venus omloppsbana, men når inte ända in till Merkurius. Asteroider av denna typ är svåra att observera då de alltid finns på solsidan av jorden. Atira upptäcktes när den var som längst från solen, 76° på himlen. 
Atira kommer aldrig närmare jorden än 28 miljoner kilometer, men kommer ibland så nära Venus som 7,5 miljoner kilometer.